# Badeschwamm

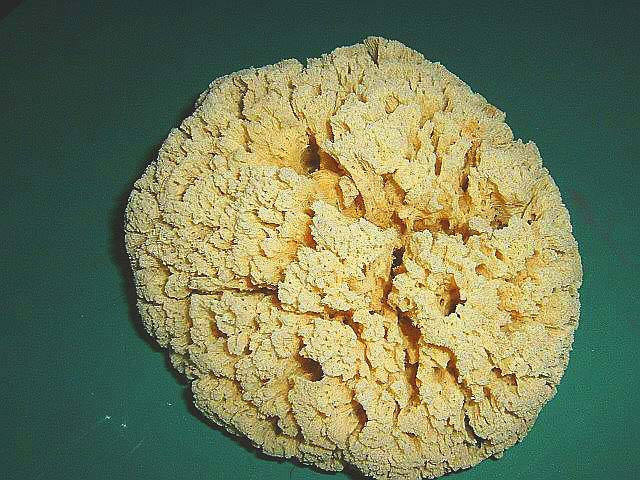
Ein Naturschwamm

Als Badeschwamm wird seit alters her das Sponginskelett von bestimmten Vertretern der Hornkieselschwämme verwendet, die keine Skelettnadeln (Spiculae) besitzen. Dabei handelt es sich um ein maschiges Gerüst von hornigen Fasern, die beim lebenden Tier allseitig von dunklem Gewebe umgeben sind. Frisch aus dem Wasser genommen, hat der Schwamm daher wenig Ähnlichkeit mit einem handelsüblichen Badeschwamm. Durch Liegenlassen an feuchter Luft oder im Wasser, Kneten und Auswaschen wird das Spongingerüst des Badeschwammes von dem Gewebe befreit. Spongin besteht aus einem kollagenähnlichen Protein. Früher wurden praktisch nur der Gewöhnliche Badeschwamm (Spongia officinalis) und der Pferdeschwamm (Hippospongia equina) aus dem Mittelmeer verwendet. Seit Mitte des 19. Jahrhunderts sind die karibischen Arten Spongia barbara (engl. yellow sponge), Spongia graminea (grass sponge und „glove sponge“) und Hippospongia lachne (sheepswool sponge) sowie Hippospongia gossypina (velvet sponge) und die reef sponges Spongia pertusa und Spongia tubulifera dazugekommen. Insgesamt werden ca. 15 Schwammarten zur Produktion von Badeschwämmen benutzt.

## Geschichte
Die ersten Hinweise auf die Verwendung von Schwämmen zur Körperhygiene stammen aus dem antiken Griechenland. Die Teilnehmer der Olympischen Spiele reinigten sich vor den Wettkämpfen mit Meeresschwämmen, die mit Olivenöl oder Parfüm getränkt waren. 
In der Odyssee von Homer reinigt der Gott Hephaistos seine Hände, sein Gesicht und seine Brust mit einem Meeresschwamm, und die Diener im Palast des Odysseus benutzten Schwämme, um die Tische nach den Mahlzeiten zu reinigen. Auch die griechischen Philosophen Aristoteles und Platon erwähnen in ihren Werken Meeresschwämme im wissenschaftlichen und historischen Kontext. Die alten Griechen und Römer verwendeten außerdem das Xylospongium als Toilettenbürste. Dabei handelte es sich um Meeresschwämme, die an Stöcke gebunden waren und nach Gebrauch ausgewaschen wurden.
Badeschwämme wurden außerdem zur Wundversorgung und als Menstruationsschwamm benutzt.

## Gewinnung

Struktur des Badeschwamms

Obwohl heute der größte Teil der verwendeten Schwämme aus Viskose hergestellt wird, besteht nach wie vor Nachfrage nach Naturschwämmen. Diese werden von Tauchern aus der Karibik und Mittelmeer geholt, zu den größten Lieferanten zählt dabei Tunesien. Noch immer werden die meisten Naturschwämme durch Taucher als Wildfang aus wildwachsenden Beständen entnommen. 
Immer wieder gab und gibt es Versuche Schwämme in Aquakulturen zu züchten. Die Kultur ist prinzipiell nicht sonderlich kompliziert, da Schwämme aus Teilstücken heranwachsen. Man kann also lebende Schwämme zerschneiden und die Stücke an Seilen oder Pflöcken fixiert oder in Netzen an geeigneten Stellen im flachen Wasser heranziehen.
Im Jahre 1870 wurde in England für 113.000 Pfund Sterling Badeschwämme von den Mittelmeerstaaten eingeführt. Meyers Konversations-Lexikon (1888–1890) beschreibt die damalige Praxis so: „Im Griechischen Meer und an der syrischen Küste gewinnt man den Badeschwamm von Mai bis Ende September durch Taucher von einer Barke aus. Sie gehen 18 m tief und halten 90 Sekunden bis 3 Minuten aus. An der dalmatischen und istrischen Küste fischen die Bewohner der Insel Krapanj die Schwämme mit vierzinkigen Gabeln. Der Sand, welcher sich fast stets in den Schwämmen findet, wird ihnen erst in den Magazinen der Großhändler einverleibt, um ihr Gewicht zu erhöhen.“

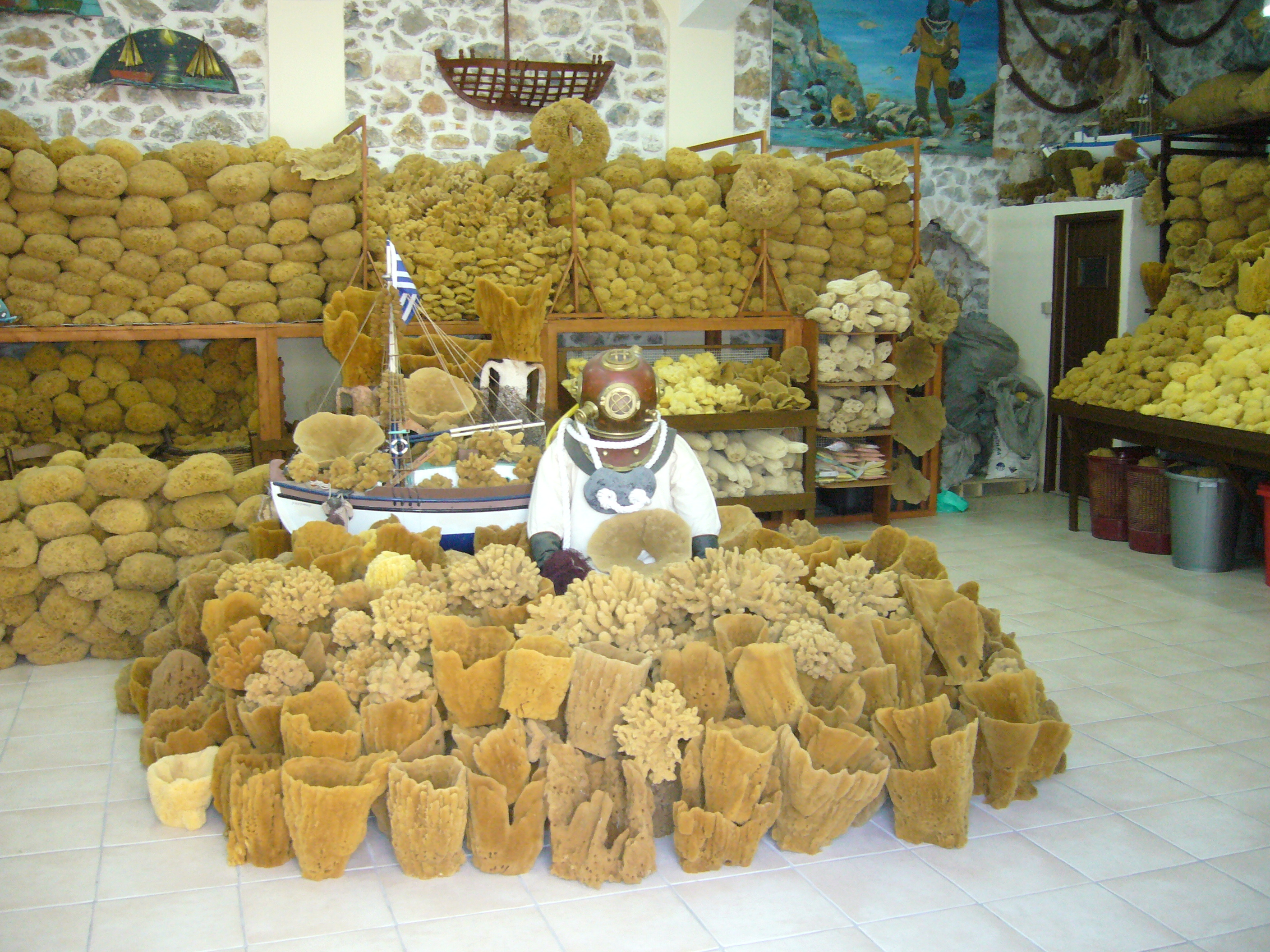
Schwammverkauf auf Kalymnos

Der Wert der Einfuhr von Badeschwämmen aller Art in das Deutsche Reich belief sich im Jahre 1880 auf 7.067.000 Mk; der der Ausfuhr auf 1.024.000 Mk.
Auch wenn sich Schwämme durch freie, sich aus Eiern entwickelnden Larven eigentlich gut vermehren, wurde der Ertrag der Schwammfischerei beständig geringer, weil man schon in den ersten Frühlingswochen mit der Ausbeutung begann und Millionen noch im Schwamm enthaltener Larven zerstörte. Gegen Ende des 19. Jahrhunderts hat man erste Versuche zur künstlichen Vermehrung des Badeschwammes unternommen. Diese von E. O. Schmidt in den dalmatischen Gewässern und der Kvarner-Bucht unternommenen Versuche mussten aber aufgegeben werden, weil alle Holzanlagen vom Pfahlwurm (Teredo) zerstört wurden und weil die dalmatischen Küstenbewohner, die u. a. von der Schwammtaucherei lebten, die Anlagen zerstörten und beraubten.
In Pohnpei in Mikronesien wird der Schwamm Coscinoderma matthewsi mit einer Produktion von etwa 12.000 Badeschwämmen pro Jahr kommerziell gezüchtet. Die Schwämme werden vor Ort an Einwohner und Touristen verkauft. Die dort produzierten Schwämme sind einer der wenigen wirklich nachhaltig gezüchteten Meeresschwämme der Welt. Die Schwämme werden dort an langen Leinen gezüchtet und brauchen ungefähr zwei Jahre, um eine erntefähige Größe zu erreichen. Die Aquakultur wurde vom Marine and Environmental Research Institute of Pohnpei (MERIP) aufgebaut, um in der strukturschwachen Region ein nachhaltiges Einkommen für die Anwohner zu generieren.
Auf Sansibar wurde ein ähnliches Projekt aufgezogen, da die bisher dort gewonnenen Algen temperaturempfindlicher sind und im Zuge der Klimaerwärmung und den damit verbundenen höheren Wassertemperaturen die Algenernte schwieriger geworden ist.

## Aufbereitung
Die frisch geernteten Schwämme lässt man einige Tage an der Luft, z. B. unter Sackleinen, damit sie nicht austrocknen, oder im Wasser faulen. Dann wird durch intensives Kneten das abgefaulte Gewebe vom Sponginskelett getrennt. Dabei werden auch nach Möglichkeit Sand und andere Fremdkörper aus dem Kanalsystem entfernt. Dann werden die Schwämme ausgewaschen und getrocknet. Danach werden sie wieder angefeuchtet und zugeschnitten. Durch Behandlung mit verdünnter Säure werden Kalkreste, die von anderen Meerestieren stammen können, Sand- und Gewebereste entfernt. Die Schwämme werden dann in einer Natriumhydrogencarbonat-Lösung gewaschen. Dadurch wird zum einen die Säure neutralisiert, zum anderen die letzten Gewebereste entfernt und die Schwämme etwas gebleicht. Mancherorts nutzt man zum Auswaschen der Gewebereste und zum Bleichen auch Kaliumpermanganat oder Wasserstoffperoxid. 
Eine ältere Darstellung beschreibt die Aufbereitung mit Salzsäure und Natriumthiosulfat: Die feineren Schwämme lassen sich durch geeignete Behandlung sehr veredeln, allerdings nur auf Kosten ihrer Haltbarkeit. Man behandelt sie mit heißer Sodalösung, wäscht sie sorgfältig aus und legt sie in verdünnte Salzsäure zum Auflösen des Kalks; gebleicht werden sie in einer Lösung von unterschwefligsaurem Natron (Natriumthiosulfat) mit Salzsäure; sie werden dadurch zugleich sehr zart, müssen aber sorgfältig ausgewaschen werden, weil der fein verteilte Schwefel, welcher sich bei der Zersetzung des Natriumthiosulfats ausscheidet, bei der Benutzung den Augen schädlich werden könnte.

## Qualitäten

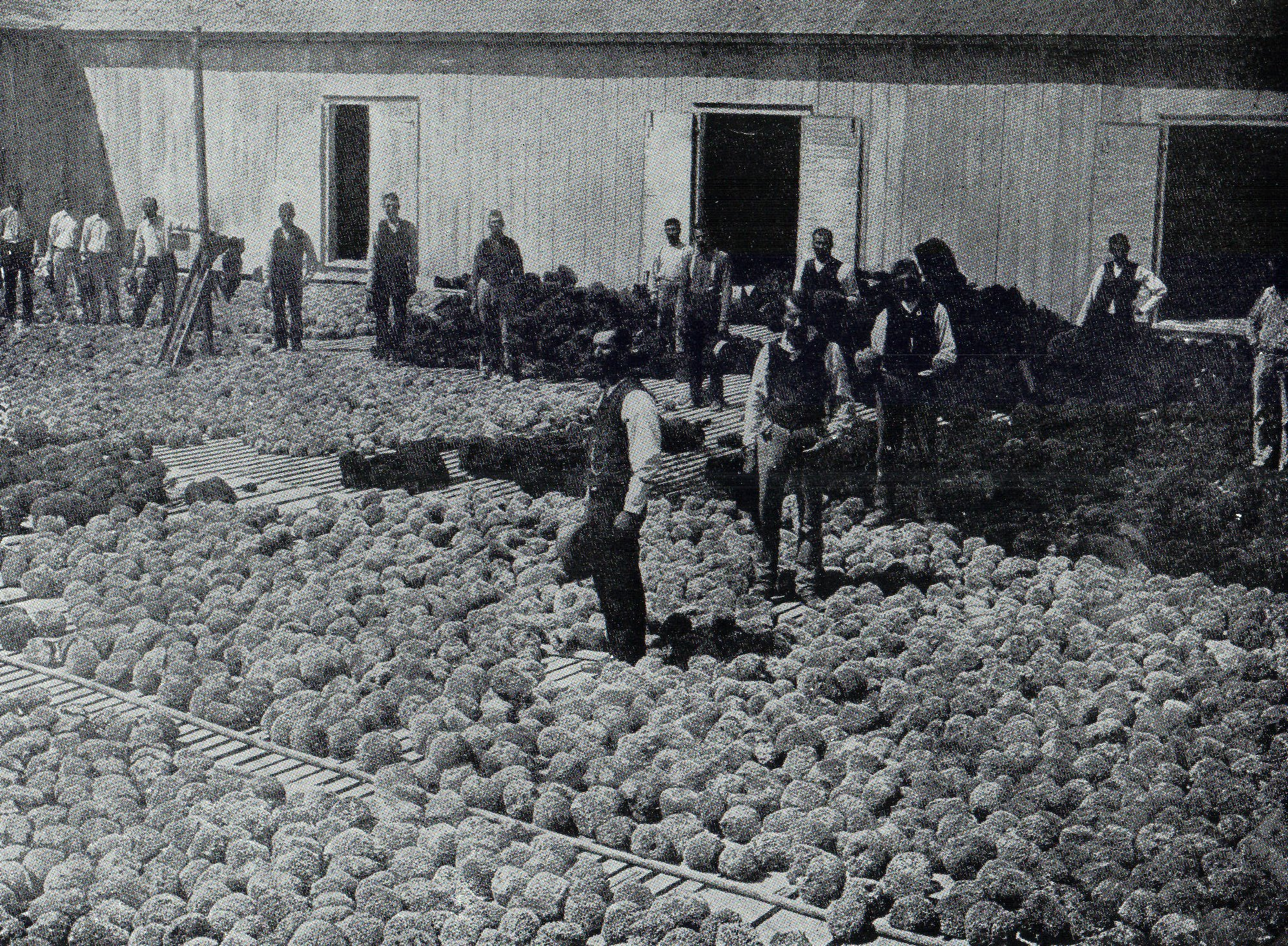
Schwämme am Kai, Foto aus Chandler B. Beach (1914): The New Student's Reference Work

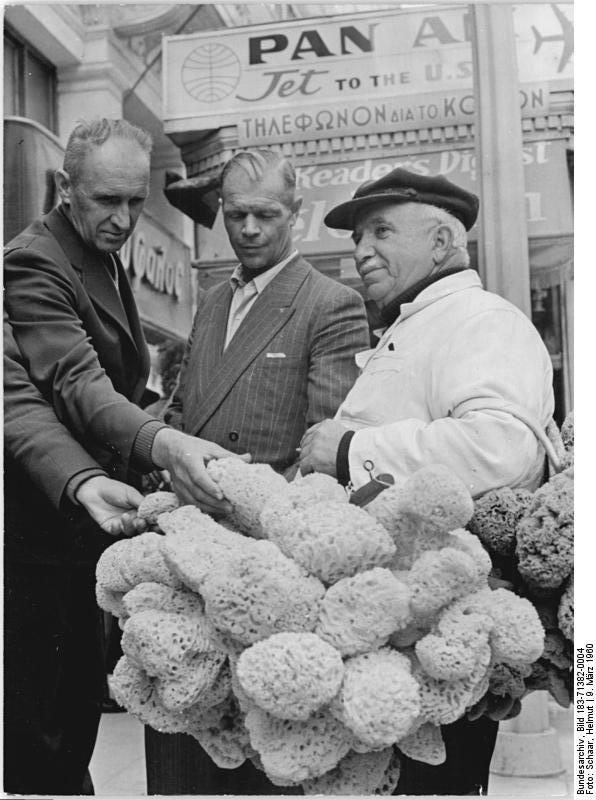
Schwammverkäufer waren in griechischen Städten bis in die 1960er Jahre im Straßenbild anzutreffen

Der feinste Badeschwamm kommt von der syrischen und kleinasiatischen Küste und von mehreren Inseln des Archipels; auch die Ostküste des Adriatischen Meers bis Triest, die afrikanische Küste von Tunis bis Marokko und das Rote Meer liefern Schwämme. Für die östlichen Bezirke ist İzmir, für die westlichen Tripolis der Hauptmarkt. In Triest, Livorno, Genua, Venedig, Marseille sondert man die Ware dann noch genauer nach Form, Größe und Feinheit; am höchsten sind die regelmäßig runden, napf- oder pilzhutförmigen geschätzt; die zartesten levantischen Schwämme werden fast ausschließlich für Paris angekauft.
Die groben Pferdeschwämme stammen meist von Zypern und der afrikanischen Küste.
Die Bahamaschwämme aus Westindien, seit 1841 bekannt, sind dunkelfarbig, locker und von gröberem Gefüge.
Bastardschwämme heißen die harten, in Wasser wenig aufquellenden Stücke.
Haupthandelsplätze für Badeschwämme waren Izmir, Triest, Venedig, Livorno, Tripolis, Marseille und Genua.

## Verwendung
Die allermeisten Badeschwämme werden, wie der Name sagt, im Bad zur Körperhygiene genutzt. Sie wurden früher überall verwendet, wo man auch heute noch Schwämme benutzt, in den allermeisten Fällen sind sie aber durch Kunststoffschwämme ersetzt worden.
Kleine Naturschwämmchen finden auch als Menstruations-Hygieneartikel Verwendung. Sie werden während der Monatsblutungen feucht in die Scheide eingeführt, um dort das Menstruationsblut aufzufangen, und wenn sie vollgesogen sind, ausgewaschen, ausgedrückt und wieder eingesetzt. Auch hier gibt es inzwischen ein alternatives Schaumstoffprodukt, das als Softtampon verkauft wird.
Bis Mitte des 20. Jahrhunderts wurden mit Essig oder Zitronensäure, später auch mit Spermiziden getränkte Naturschwämme als Verhütungsschwämme genutzt. 1823 empfahl eine  erste Verhütungskampagne von Francis Place ihren Einsatz.
In der Chirurgie benutzte man früher häufig die zusammengepressten Schwämme (Spongiae compressae), um Wunden zu erweitern und Eiter zu entziehen. Man presst feine, gereinigte feuchte Schwammstücke durch scharfes Umwickeln mit Bindfaden zusammen oder schiebt sie feucht in Glasröhrchen hinein und lässt sie hier trocknen.
Den Wachsschwamm (Pressschwamm, Spongia cerata) bereitete man, indem man gereinigte und trockene Schwammstücke in geschmolzenes Wachs tauchte und zwischen etwas befeuchteten Brettchen schwach presste. Wachsschwämme dienten dazu, Fistelgänge oder verengte Kanäle zu erweitern.
Auch der durch das Verglühen von Schwammabfällen hergestellte gebrannte Schwamm (Schwammkohle, Spongiae ustae, Carbo Spongiae) fand früher medizinische Verwendung gegen den Kropf. Die Schwammkohle enthält als wirksamen Bestandteil Iod.
Man benutzte den Badeschwamm auch zum Filtrieren von Wasser, in den sogenannten Schwammlampen und zum Polstern. Er wird mittels rotierender Messer möglichst fein zerschnitten, gewaschen, getrocknet und dann in verdünntem Glycerin aufgeweicht. Nach dem Verdunsten des Wassers bleibt etwas Glycerin in den Fasern zurück und hält sie elastisch.